# Valdenebro de los Valles
Valdenebro de los Valles is een gemeente in de Spaanse provincie Valladolid in de regio Castilië en León met een oppervlakte van 42,13 km². Valdenebro de los Valles telt 206 inwoners (1 januari 2016).

## Demografische ontwikkeling
Bron: INE, 1857-2011: volkstellingen